# اختزال كليمنسن
اختزال كليمنسن هو تفاعل كيميائي يوصف بأنه اختزال كيتون أو ألدهيد إلى ألكان باستعمال ملغمة الزنك وحمض الهيدروكلوريك. هذا التفاعل مسمى باسم Erik Christian Clemmensen, كيميائي دنماركي.
هذا التفاعل يستطيع بفعالية اختزال كيتونات اريل-الكيل. باستخدام الكيتونات الأليفاتية أو الكيتونات الحلقية، اختزال معدن الزنك يصبح أكثر فعالية.
الركيزة يجب أن تكون ثابتة في الظروف الحامضية القوية لاختزال كليمنسن. الركيزة الحامضية الحساسة يجب أن تتفاعل في اختزال ولف-كشنر، الذي يستخدم ظروف قاعدية قوية.
وينتج عن اختزال كليمنسن, الكربون من مجموعة الكربونيل يتحول من المجالsp2 إلى المجال sp3. ذرة الأكسجين تختفي لتكون جزيء ماء.

## اقرأ أيضاً
- اختزال بيشامب
- اختزال بيرتش